# Arena Nova
Arena Nova je višenamjenski zatvoreni stadion u Bečkom Novom Mjestu (nje. Wiener Neustadt). Kapaciteta je oko 5.000 mjesta.
Ovo je najveća arena u Donjoj Austriji, a koristi se za sportske događaje, koncerte i izložbe.
U njoj je održano finale Svjetskog prvenstva u rukometu za žene 1995.
2010. Arena Nova je bila dvorana koja je ugostila Europsko prvenstvo u rukometu, skupinu D (Španjolska, Francuska, Češka, Mađarska)

## Vanjske poveznice
- Službena stranica